# Cratere Schmidt (Marte)
Schmidt è un cratere sulla superficie di Marte.
Il cratere è dedicato all'astronomo tedesco Johann Friedrich Julius Schmidt e all'esploratore sovietico Otto Schmidt.